# Rally van Monte Carlo 2001
De Rally van Monte Carlo 2001, formeel 69ème Rallye Automobile de Monte-Carlo, was de 69e editie van de Rally van Monte Carlo en de eerste ronde van het wereldkampioenschap rally in 2001. Het was de 335e rally in het wereldkampioenschap rally die georganiseerd wordt door de Fédération Internationale de l'Automobile (FIA). De start en finish was in Monte Carlo.

## Verslag
Na de eerste helft van de rally waarin een aantal hoofdrolspelers door de veeleisende condities al wegvielen, waaronder de complete Peugeot en Subaru inschrijving, waren het Tommi Mäkinen en Colin McRae die hieruit zonder kleerscheuren opstonden en met elkaar verwikkeld raakten in een secondeduel om de eerste plaats in het klassement. Met ingang van de slotetappe had McRae een nauwe leiding in handen, maar op de eerste run van de openingsproef op de zondag bezweek zijn Ford Focus WRC door een mechanisch euvel dat zijn oorsprong kende in een defect pedaal; McRae die hierdoor zichtbaar gefrustreerd zijn auto aan de kant moest parkeren. Mäkinen kon hierna consolideren voor zijn derde opeenvolgende overwinning in Monte Carlo, met Carlos Sainz die op veilige afstand zijn seizoen aan zou vangen met een tweede plaats. Het gevecht om de laatste podiumtrede was eveneens een schaakspel tussen François Delecour, terugkerend bij Ford, en Škoda's Armin Schwarz, die een verrassend sterk optreden maakte in een doorgaans minder competitieve auto. Delecour, die eerder in de wedstrijd tijd verloor door een lekke band, zou hierin uiteindelijk overwinnen en het podium dus compleet maken.

## Programma
| Etappe | Datum               | Klassementsproeven | Competitieve afstand |
| ------ | ------------------- | ------------------ | -------------------- |
| 1      | Vrijdag 19 januari  | 6                  | 141,74 kilometer     |
| 2      | Zaterdag 20 januari | 5                  | 132,78 kilometer     |
| 3      | Zondag 21 januari   | 4                  | 98,54 kilometer      |
|        |                     |                    |                      |
| Totaal | Totaal              | 15                 | 373,06 kilometer     |

## Resultaten
| Algemene top tien | Algemene top tien | Algemene top tien  | Algemene top tien            | Algemene top tien | Algemene top tien | Algemene top tien | Algemene top tien |
| Pos.              | #                 | Rijder             | Auto                         | Gr/kl             | Tijd              | Eerste            | Punten            |
| Pos.              | #                 | Navigator          | Inschrijving                 | C                 | Straftijd         | Vorige            | Punten            |
| ----------------- | ----------------- | ------------------ | ---------------------------- | ----------------- | ----------------- | ----------------- | ----------------- |
| 1.                | 7                 | Tommi Mäkinen      | Mitsubishi Lancer Evo 6.5    | A8                | 4:38:04,3         | 0:00              | 10                |
| 1.                | 7                 | Risto Mannisenmäki | Marlboro Mitsubishi Ralliart | C                 |                   | =                 | 10                |
| 2.                | 3                 | Carlos Sainz       | Ford Focus RS WRC 01         | A8                | 4:39:05,1         | + 1:00,8          | 6                 |
| 2.                | 3                 | Luís Moya          | Ford Motor Co Ltd.           | C                 |                   | + 1:00,8          | 6                 |
| 3.                | 17                | François Delecour  | Ford Focus RS WRC 01         | A8                | 4:40:09,6         | + 2.05,3          | 4                 |
| 3.                | 17                | Daniel Grataloup   | Ford Motor Co Ltd.           | C                 | 0:10              | + 1:04,5          | 4                 |
| 4.                | 11                | Armin Schwarz      | Škoda Octavia WRC Evo 2      | A8                | 4:40:30,3         | + 2:26,0          | 3                 |
| 4.                | 11                | Manfred Hiemer     | Škoda Motorsport             | C                 |                   | + 20,7            | 3                 |
| 5.                | 19                | Toni Gardemeister  | Peugeot 206 WRC              | A8                | 4:43:56,4         | + 5:52,1          | 2                 |
| 5.                | 19                | Paavo Lukander     | Toni Gardemeister            | A8                |                   | + 3:26,1          | 2                 |
| 6.                | 8                 | Freddy Loix        | Mitsubishi Carisma GT Evo VI | A8                | 4:44:30,2         | + 6:25,9          | 1                 |
| 6.                | 8                 | Sven Smeets        | Marlboro Mitsubishi Ralliart | C                 | 1:10              | + 33,8            | 1                 |
| 7.                | 10                | Alister McRae      | Hyundai Accent WRC           | A8                | 4:47:08,3         | + 9:04,0          |                   |
| 7.                | 10                | David Senior       | Hyundai Castrol WRT          | C                 | 0:50              | + 2:38,1          |                   |
| 8.                | 12                | Bruno Thiry        | Škoda Octavia WRC Evo 2      | A8                | 4:51:59,3         | + 13:55,0         |                   |
| 8.                | 12                | Stéphane Prévot    | Škoda Motorsport             | C                 | 0:20              | + 4:51,0          |                   |
| 9.                | 44                | Olivier Gillet     | Mitsubishi Lancer Evo VI     | N4                | 4:54:28,2         | + 16:23,9         |                   |
| 9.                | 44                | Freddy Delorme     | Olivier Gillet               | N4                |                   | + 2:28,7          |                   |
| 10.               | 23                | Manfred Stohl      | Mitsubishi Lancer Evo VI     | N4                | 4:55:54,6         | + 17:50,3         |                   |
| 10.               | 23                | Peter Müller       | Manfred Stohl                | N4                |                   | + 1:26,4          |                   |
| DNF top tien      |                   |                    |                              |                   |                   |                   |                   |
| Pos.              | #                 | Rijder             | Auto                         | Gr/kl             | KP                | Reden             | Reden             |
| Pos.              | #                 | Navigator          | Inschrijving                 | C                 | KP                | Reden             | Reden             |
| DNF               | 1                 | Marcus Grönholm    | Peugeot 206 WRC              | A8                | 2                 | Waterpomp         | Waterpomp         |
| DNF               | 1                 | Timo Rautiainen    | Peugeot Total                | C                 | 2                 | Waterpomp         | Waterpomp         |
| DNF               | 2                 | Didier Auriol      | Peugeot 206 WRC              | A8                | 4                 | Wiel afgebroken   | Wiel afgebroken   |
| DNF               | 2                 | Denis Giraudet     | Peugeot Total                | C                 | 4                 | Wiel afgebroken   | Wiel afgebroken   |
| DNF               | 4                 | Colin McRae        | Ford Focus RS WRC 01         | A8                | 12                | Mechanisch        | Mechanisch        |
| DNF               | 4                 | Nicky Grist        | Ford Motor Co Ltd.           | C                 | 12                | Mechanisch        | Mechanisch        |
| DNF               | 5                 | Richard Burns      | Subaru Impreza S7 WRC 01     | A8                | 7                 | Mechanisch        | Mechanisch        |
| DNF               | 5                 | Robert Reid        | Subaru World Rally Team      | C                 | 7                 | Mechanisch        | Mechanisch        |
| DNF               | 6                 | Markko Märtin      | Subaru Impreza S7 WRC 01     | A8                | 1                 | Elektrisch        | Elektrisch        |
| DNF               | 6                 | Michael Park       | Subaru World Rally Team      | C                 | 1                 | Elektrisch        | Elektrisch        |
| DNF               | 9                 | Piero Liatti       | Hyundai Accent WRC           | A8                | 1                 | Motor             | Motor             |
| DNF               | 9                 | Carlo Cassina      | Hyundai Castrol WRT          | C                 | 1                 | Motor             | Motor             |
| DNF               | 16                | Gilles Panizzi     | Peugeot 206 WRC              | A8                | 3                 | Ongeluk           | Ongeluk           |
| DNF               | 16                | Hervé Panizzi      | Peugeot Total                | C                 | 3                 | Ongeluk           | Ongeluk           |
| DNF               | 18                | Petter Solberg     | Subaru Impreza S7 WRC 01     | A8                | 5                 | Ongeluk           | Ongeluk           |
| DNF               | 18                | Phil Mills         | Subaru World Rally Team      | A8                | 5                 | Ongeluk           | Ongeluk           |
| DNF               | 21                | Jesús Puras        | Citroën Saxo Kit Car         | A6                | 4                 | Mechanisch        | Mechanisch        |
| DNF               | 21                | Marc Martí         | Jesús Puras                  | A6                | 4                 | Mechanisch        | Mechanisch        |
| DNF               | 22                | Piero Longhi       | Toyota Corolla WRC           | A8                | 2                 | Ongeluk           | Ongeluk           |
| DNF               | 22                | Lucio Baggio       | Piero Longhi                 | A8                | 2                 | Ongeluk           | Ongeluk           |

| PWRC top drie | PWRC top drie   | PWRC top drie |
| Pos.          | Rijder          | Pnt.          |
| ------------- | --------------- | ------------- |
| 1             | Olivier Gillet  | 10            |
| 2             | Manfred Stohl   | 6             |
| 3             | Gustavo Trelles | 4             |

## Statistieken

#### Klassementsproeven
| Etappe | Datum      | KP | Starttijd | Naam                       | Lengte   | Snelste rijder      | Tijd          | Gem. snelheid | Rallyleider       |
| ------ | ---------- | -- | --------- | -------------------------- | -------- | ------------------- | ------------- | ------------- | ----------------- |
| 1      | 19 januari | 1  | 10:03     | Roquesteron 1              | 22,89 km | Toni Gardemeister   | 20:48,9       | 65,98 km/u    | Toni Gardemeister |
| 1      | 19 januari | 2  | 10:46     | Saint-Pierre - Entrevaux 1 | 30,34 km | Hermann Gassner sr. | 25:38,5       | 70,99 km/u    | Didier Auriol     |
| 1      | 19 januari | 3  | 13:19     | Roquesteron 2              | 22,89 km | François Delecour   | 18:32,7       | 74,06 km/u    | Didier Auriol     |
| 1      | 19 januari | 4  | 14:02     | Saint-Pierre - Entrevaux 2 | 30,34 km | Colin McRae         | 22:10,4       | 82,10 km/u    | Colin McRae       |
| 1      | 19 januari | 5  | 17:03     | Comps - Castellane 1       | 20,53 km | Tommi Mäkinen       | 13:45,4       | 89,54 km/u    | Colin McRae       |
| 1      | 19 januari | 6  | 18:09     | Clumanc - Lambruisse 1     | 14,75 km | Carlos Sainz        | 10:32,5       | 83,95 km/u    | Colin McRae       |
|        |            |    |           |                            |          |                     |               |               | Colin McRae       |
| 2      | 20 januari | 7  | 9:53      | Turriers                   | 24,12 km | Tommi Mäkinen       | 17:31,1       | 82,61 km/u    | Colin McRae       |
| 2      | 20 januari | 8  | 11:06     | Sisteron - Thoard 1        | 36,69 km | Tommi Mäkinen       | 26:02,3       | 84,54 km/u    | Colin McRae       |
| 2      | 20 januari | 9  | 13:34     | Clumanc - Lambruisse 2     | 14,75 km | François Delecour   | 10:25,1       | 84,54 km/u    | Tommi Mäkinen     |
| 2      | 20 januari | 10 | 15:07     | Comps - Castellane 2       | 20,53 km | Neutralisatie       | Neutralisatie | Neutralisatie | Tommi Mäkinen     |
| 2      | 20 januari | 11 | 18:00     | Sisteron - Thoard 2        | 36,69 km | Colin McRae         | 26:22,1       | 83,49 km/u    | Colin McRae       |
|        |            |    |           |                            |          |                     |               |               | Colin McRae       |
| 3      | 21 januari | 12 | 9:08      | Sospel - La Bollène 1      | 32,72 km | Freddy Loix         | 28:19,0       | 69,33 km/u    | Tommi Mäkinen     |
| 3      | 21 januari | 13 | 10:03     | Loda - Lucéram 1           | 16,55 km | Tommi Mäkinen       | 14:57,6       | 66,38 km/u    | Tommi Mäkinen     |
| 3      | 21 januari | 14 | 12:28     | Sospel - La Bollène 2      | 32,72 km | François Delecour   | 26:24,6       | 74,34 km/u    | Tommi Mäkinen     |
| 3      | 21 januari | 15 | 13:23     | Loda - Lucéram 2           | 16,55 km | Carlos Sainz        | 14:09,5       | 70,14 km/u    | Tommi Mäkinen     |

| KP overwinningen    | KP overwinningen |
| Rijder              | Aantal           |
| ------------------- | ---------------- |
| Tommi Mäkinen       | 4                |
| François Delecour   | 3                |
| Colin McRae         | 2                |
| Carlos Sainz        | 2                |
| Toni Gardemeister   | 1                |
| Hermann Gassner sr. | 1                |
| Freddy Loix         | 1                |

## Kampioenschap standen

#### Rijders
| Pos. | Rijder            | Pnt. |
| ---- | ----------------- | ---- |
| 1    | Tommi Mäkinen     | 10   |
| 2    | Carlos Sainz      | 6    |
| 3    | François Delecour | 4    |
| 4    | Armin Schwarz     | 3    |
| 5    | Toni Gardemeister | 2    |

#### Constructeurs
| Pos. | Constructeur                 | Pnt. |
| ---- | ---------------------------- | ---- |
| 1    | Marlboro Mitsubishi Ralliart | 13   |
| 2    | Ford Motor Co Ltd.           | 6    |
| 3    | Škoda Motorsport             | 5    |
| 4    | Hyundai Castrol WRT          | 2    |

- Noot: Enkel de top 5-posities worden in beide standen weergegeven.